# Heinrich von Schulz-Hausmann

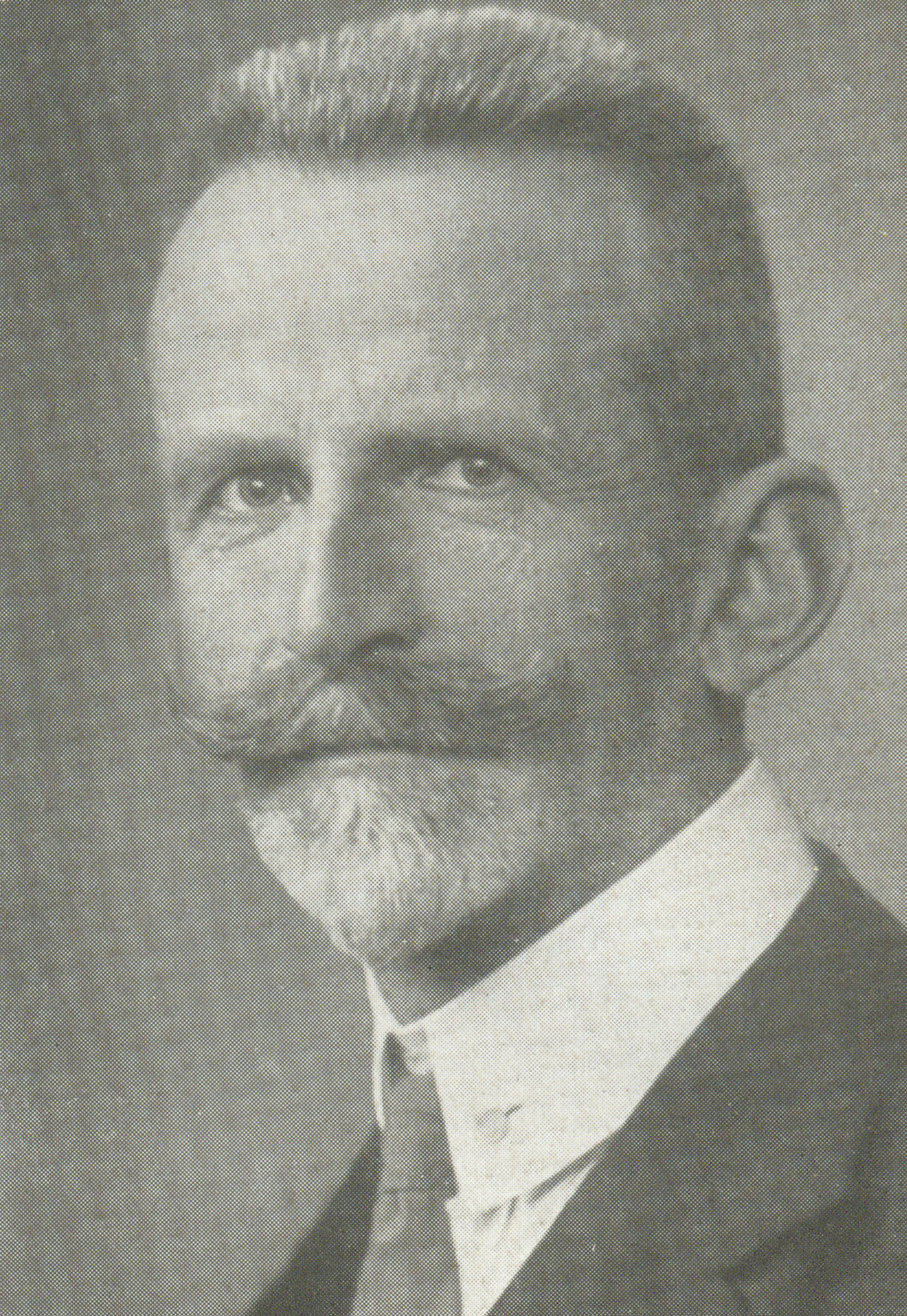
Heinrich von Schulz-Hausmann

Heinrich Schulz (ab 1909 von Schulz-Hausmann) (* 20. September 1866 in Braunschweig; † 28. Januar 1929 in Magdeburg) war ein deutscher Verwaltungsbeamter. 

## Leben
Schulz war der Sohn des Präsidenten des Reichseisenbahnamtes Friedrich von Schulz. Er studierte Rechtswissenschaften und war von 1888 bis 1890 Gerichtsreferendar in Naum und von 1890 bis 1893 in Danzig. Nach dem zweiten Staatsexamen war er von 1893 bis 1895 Regierungsassessor beim Landrat des Kreises Husum. 1895 nahm er ein landwirtschaftliches Studium in Hannover auf. 1895 bis 1900 war er Regierungsassessor bei der Regierung Posen und von 1900 bis 1902 bei der Regierung Frankfurt (Oder).
Von 1902 bis 1914 war er Oberamtmann im Oberamt Haigerloch. Von 1902 bis 1914 war er auch Abgeordneter im Kommunallandtag der Hohenzollernschen Lande. 1909 wurde ihm mit seinem Vater Friedrich der erbliche Adelstitel mit von Schulz-Hausmann verliehen. Von 1914 bis 1925 war er Regierungsrat bei der Regierung Magdeburg. Ab 1922 führte er den Titel eines geheimen Regierungsrates und war Mitglied des Militärversorgungsgerichtes Magdeburg. Von 1925 bis 1929 war er als Geheimer Regierungsrat Mitglied des Versorgungsgerichtes Magdeburg.